# Totoró
El totoró és una llengua indígena de la família Barbacoa. És originària i parlada al municipi de Totoró, departament del Cauca per algunes desenes de persones del grup ètnic Totoroez o Tontotuna. El totoró és una llengua en perill d'extinció ja que, d'uns 9 mil indígenes totoroez que componen el grup ètnic, només alguns d'ells semblen ser parlants de la llengua. Encara que existeix un fort desig de recuperar la cultura original, el futur de la llengua no és falaguer.
Els Totoroéz viuen al resguard de Tororó, situat al Municipi del mateix nom, situat a la carretera que va de Popayán a La Plata (Tolida). Des del punt de vista lingüístic el totoró és pròxim al Namtrik, les variants dialectals del qual serien les llengües de Guambía, Quizgo, Ambaló, Coconuco i Tororó, que conformen el grup coconucà de la família lingüística barbacoa.

## Referència
1. ↑  Curnow, T., & Liddicoat, A. (1998). "The Barbacoan Languages of Colombia and Ecuador". Anthropological Linguistics 40(3): 384-408.
2. ↑  Pabón Triana, 1995